# Eubasilissa maclachlani
Eubasilissa maclachlani är en nattsländeart som först beskrevs av White 1862.  Eubasilissa maclachlani ingår i släktet Eubasilissa och familjen broknattsländor. Inga underarter finns listade i Catalogue of Life.